# Steve Sidwell
Steven James Sidwell (Wandsworth, Londres, 14 de diciembre de 1982) es un exfutbolista inglés que jugaba como mediocampista.
Anunció su retirada en agosto de 2018. Tras ello pasó a ejercer como embajador y entrenador de las categorías inferiores en su último club como profesional, el Brighton & Hove Albion.

## Selección nacional
Fue internacional con la selección de fútbol sub-21 de Inglaterra.

## Clubes
| Club                                  | País       | Año       |
| ------------------------------------- | ---------- | --------- |
| Arsenal F. C.                         | Inglaterra | 2001-2003 |
| Brentford F. C. (cedido)              | Inglaterra | 2001-2002 |
| KSK Beveren (cedido)                  | Bélgica    | 2002      |
| Brighton & Hove Albion F. C. (cedido) | Inglaterra | 2002      |
| Reading F. C.                         | Inglaterra | 2003-2007 |
| Chelsea F. C.                         | Inglaterra | 2007-2008 |
| Aston Villa F. C.                     | Inglaterra | 2008-2010 |
| Fulham F. C.                          | Inglaterra | 2011-2014 |
| Stoke City F. C.                      | Inglaterra | 2014-2016 |
| Brighton & Hove Albion F. C. (cedido) | Inglaterra | 2016      |
| Brighton & Hove Albion F. C.          | Inglaterra | 2016-2018 |

## Palmarés

### Títulos nacionales
| Título                       | Club          | País       | Año  |
| ---------------------------- | ------------- | ---------- | ---- |
| Football League Championship | Reading F. C. | Inglaterra | 2006 |